# Shun’ichi Suzuki (Politiker, 1953)

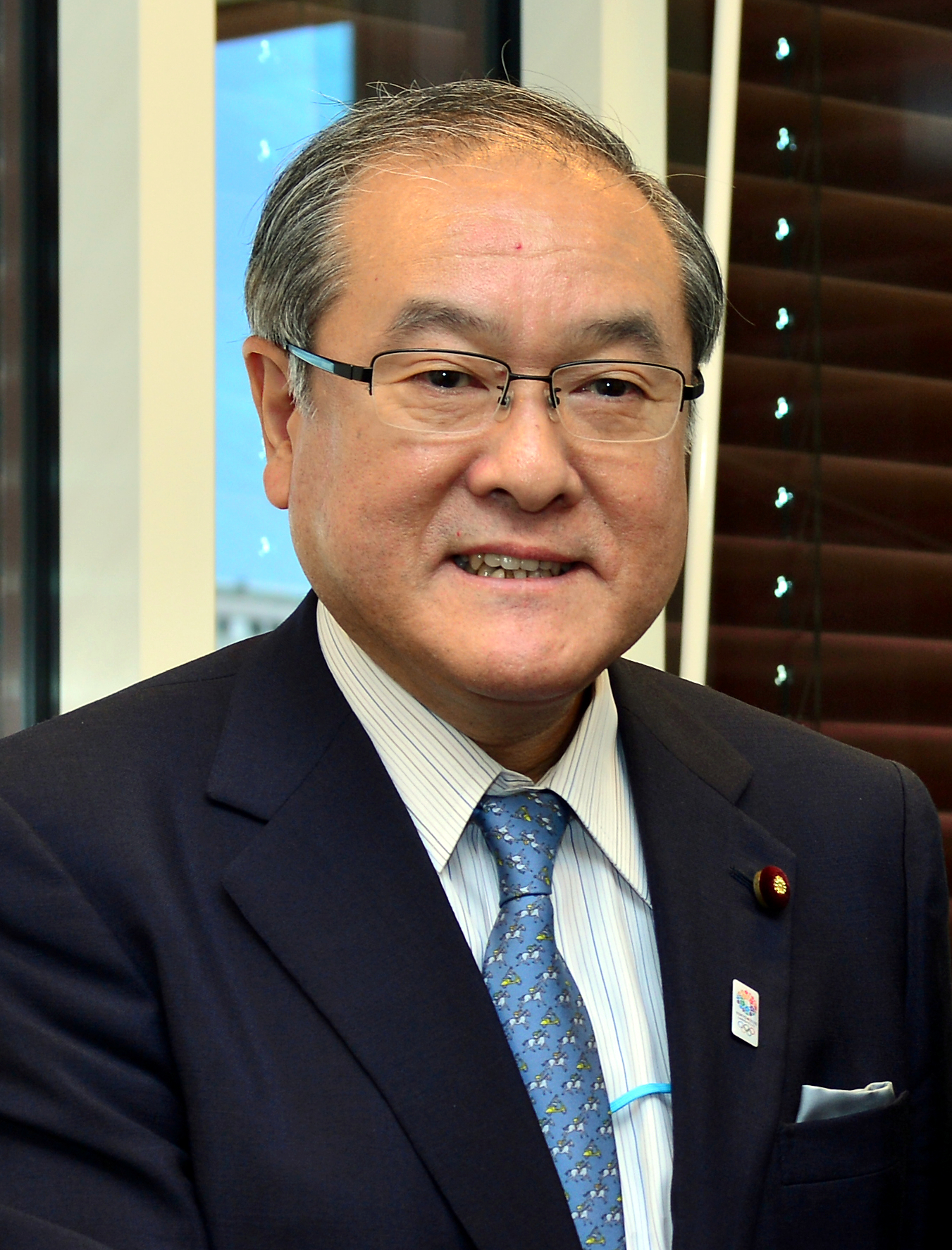
Shun’ichi Suzuki, 2013

Shun’ichi Suzuki (jap. 鈴木 俊一 Suzuki Shun’ichi; * 13. April 1953 im Bezirk Suginami, Präfektur Tokio) ist ein japanischer Politiker, Mitglied im Shūgiin (Abgeordnetenhaus) für den 2. Wahlkreis der Präfektur Iwate, und ehemaliger Finanzminister, Umwelt- und Olympiaminister. Er gehört der Liberaldemokratischen Partei (LDP) an, darin seit einigen Jahren der Asō-Faktion, nachdem er ursprünglich lange Mitglied der Suzuki- →… →Kishida-Faktion gewesen war.
Suzuki, der Sohn des Abgeordneten und späteren LDP-Vorsitzenden und Premierministers Zenkō Suzuki, studierte an der pädagogischen Fakultät der Waseda-Universität. Danach war er unter anderem Sekretär des Präsidenten und Funktionär des landesweiten Verbandes der Fischereigenossenschaften (全国漁業協同組合連合会 zenkoku gyogyō kyōdō kumiai rengōkai) und Abgeordnetensekretär seines Vaters.
Zur Shūgiin-Wahl 1990 zog sich sein Vater zurück, und Suzuki kandidierte für die LDP im damaligen Viermandatswahlkreis Iwate 1 für die Nachfolge. Er setzte sich vor zwei SPJ-, zwei weiteren LDP-Kandidaten, einem konservativen Unabhängigen und einem Kommunisten auf dem ersten Platz durch. 1993 wurde er auf dem zweiten Platz wiedergewählt. Seit der Wahlrechtsreform der 1990er Jahre kandidiert er im neuen Einmandatswahlkreis Iwate 2. Diesen gewann er bis einschließlich 2024 neunmal, obwohl sich Iwate (die politische Heimat von Ichirō Ozawa) ab den 1990er Jahren insgesamt für lange Zeit zur Oppositionshochburg entwickelt hat; nur bei der LDP-Erdrutschniederlage 2009 unterlag Suzuki dem Demokraten Kōji Hata und schied für eine Wahlperiode bis 2012 aus dem Abgeordnetenhaus aus. Im Shūgiin war Suzuki unter anderem Vorsitzender des Sozial- und Arbeitsausschusses (2001–2002) und des Außenausschusses (2013–2014).
In der Regierung wurde Suzuki im November 1996 nach Ende der Großen Koalition (zweites Kabinett Hashimoto) politischer Staatssekretär (seimu jikan) im Sozialministerium unter Minister Jun’ichirō Koizumi. Erstmals Minister war er als Umweltminister von 2002 bis 2003 im ersten Kabinett Koizumi. Während des zweiten Kabinetts Abe war er zwischen 2012 und 2013 fuku-daijin/„Vizeminister“ im Außenministerium. Von 2017 bis 2018 und erneut 2019 war er „Olympiaminister“ nach dem Sondermaßnahmengesetz für die Olympischen und Paralympischen Spiele in Tokio 2020 (die letztlich erst 2021 stattfanden) im dritten und vierten Kabinett Abe. In der LDP gehörte er unter Abe von 2019 bis 2020 zuletzt als Vorsitzender des Exekutivrats (sōmukai, wörtl. „Rat für allgemeine Angelegenheiten“) zum engsten Kreis der Parteiführung. 2021 berief ihn Fumio Kishida an die Spitze des Finanzministeriums und gleichzeitig zum zuständigen Minister beim Kabinettsamt für die Kin’yū-chō, die „Finanz[sektor]behörde“. Er blieb von 2021 bis 2024 im Amt (erstes und zweites Kabinett Kishida inklusive Umbildungen).
2024 übernahm Suzuki unter dem LDP-Vorsitzenden Shigeru Ishiba zum zweiten Mal den Exekutivrat der Partei.